# 高齢者、身体障害者等の公共交通機関を利用した移動の円滑化の促進に関する法律
高齢者、身体障害者等の公共交通機関を利用した移動の円滑化の促進に関する法律（こうれいしゃ、しんたいしょうがいしゃとうのこうきょうこうつうきかんをりようしたいどうのえんかつかのそくしんにかんするほうりつ、平成12年5月17日法律第68号）通称「交通バリアフリー法」とは公共交通機関の駅あるいは乗り物等をバリアフリーにすべく制定された日本の法律である。2000年11月15日に施行され、2006年12月20日、高齢者、障害者等の移動等の円滑化の促進に関する法律（通称・バリアフリー新法）の施行に伴い廃止された。

## 目的
第一条
この法律は、高齢者、身体障害者等の自立した日常生活及び社会生活を確保することの重要性が増大していることにかんがみ、公共交通機関の旅客施設及び車両等の構造及び設備を改善するための措置、旅客施設を中心とした一定の地区における道路、駅前広場、通路その他の施設の整備を推進するための措置その他の措置を講ずることにより、高齢者、身体障害者等の公共交通機関を利用した移動の利便性及び安全性の向上の促進を図り、もって公共の福祉の増進に資することを目的とする。

## 実際の内容
- 駅構内へのエレベータ、エスカレータ、スロープなどの設置による段差対策の促進。
- 車椅子やオストメイト（人工膀胱・人工肛門利用者）対応トイレの設置。
- 運賃表や案内板などへの点字表示。
- 鉄道車両への車椅子スペースや、次駅表示装置などの設置。
- ノンステップバス、ワンステップバス、低床路面電車の導入。
- 交差点などへの音声案内付き信号機の設置。
- 駅プラットホームや歩道などへの点字ブロックの設置。

他
※各施設・車内・機内にかかわらず筆談具を常設するケースも急速に増えつつある。

## 対応の現状

### 車両

#### 鉄道車両
新しく導入される鉄道車両には、車椅子用のスペースが設置されるようになった。また、路面電車などでは簡単に乗り込むことが可能な低床車両（例・広島電鉄5000形電車、リトルダンサーなど）が増えてきた。近年の路面電車の新造車両は低床仕様となっているのが主流である。
一方で、ホームを嵩上げして車両のドアステップ自体を廃止したり、新製時点で在来車よりもステップと床面の段差を縮小して対処するケース（例・JR東日本E231系電車・JR東日本E721系電車など）も増えている。
ハイデッカー構造の車両ではバリアフリー向けの改造が困難な場合があり、ゆふいんの森は昇降装置を装備した新造車両を増結することで対応した。一方、小田急10000形電車のように廃車・売却に追い込まれた車両もある。
その他、黒部峡谷鉄道の様にバリアフリー設備を特別車両に設置している例もあり、車椅子で乗車時は事前予約の上、リラックス料金が必要となる。

#### バス
一般路線バスでは、補助金や標準仕様の策定などの政策により、特に都市部では車椅子利用者や高齢者などが乗り降りしやすいノンステップバスやワンステップバスが増加している一方、導入自体を見送っている路線や事業者もある。理由としては、起伏の大きい箇所を通過する際にボディが路面をこすってしまったり、新車を購入する形になるので金銭面などの問題で速やかな導入が難しいケースなどであり、前者の場合には道路改良工事完了後に運行を開始したり、車両そのものを特殊仕様にしたりする方法がある。後者の場合には既存車またはノンステップバスやワンステップバスに置き換えた事業者から譲り受けた在来型の中古車の使用を継続し、寿命に達した車両から順次ノンステップバスやワンステップバスに置き換えている場合もある。また、初期の低床バスは従来のツーステップバスより着席定員数減少が著しく、在来車両の代替を一時見合わせる事業者もあった。
乗降方法が前乗り前降りの路線バスを運行している事業者では、ノンステップバスやワンステップバスを導入してはいるものの、中扉を半永久的に締め切り、事実上の前扉車として使用している事業者が多い。主な理由としては、長距離路線、豪雪地帯、カーブや坂道が多い、観光地を結ぶ路線が多い、などがあげられる。そのため、車椅子利用者用のスペースにできる折りたたみの座席から二人掛けの固定座席に交換したり、車椅子スペースを生み出す折り畳み座席を折りたためないように固定して、お年寄りや体が不自由な人の優先席として使用するなど、車椅子利用者の利用を考慮していない仕様に変える事業者が多い。また、メーカーの標準仕様で導入しても、車椅子利用者に対し、車椅子の折りたたみをお願いしたり、乗車を拒否する事業者もある。
現行の車両では中扉より後ろ側の床面に段差が発生しており、特に前輪のタイヤハウスの上面と床面の段差は大きく、転倒・転落事故を防ぐために、「段差に注意」を表すピクトグラムを設置したり、床面を色分けして段差を認識しやすくするなどの対策を施している他、前輪上の座席の設置をやめて荷物置き場として利用していたり、特に転倒・転落の可能性が高い子供、高齢者は床面の差が発生する前扉から前輪までの座席の利用を控えるよう推奨している事業者もある。
鉄道車両（路面電車を除く）と比べると『スペースが狭い』『揺れやすい』などの問題があるため様々な工夫が施されている。一部の座席を車椅子利用者用に折り畳み式にしてスペースを生み出す機構が用意されており、利用時には安全のために車輪止めを用いるケースが多いが、予めフリースペース兼用とした上で車椅子の固定に要する時間短縮やベルトによる圧迫感を無くす試みも行なわれている。
昨今では、手すりや乗客用押しボタンなどに視覚的に目立つように色付けを施した車両も増加している。
なお、高速バスについては、内装はバリアフリー対応適用とされているものの、車体構造については除外されており、交通弱者の乗り降りの困難さや車椅子利用者がトイレを利用できないなどの問題は残っているが、トイレ休憩で配慮するなど運用上の工夫で対応するように定められている。一部事業者においてリフト付きタイプを用意して対応しているケースもある。
また、高速バスやリムジンバスを対象として、車椅子用リフトの設置を促進するため、国土交通省は2000年11月に同法に基づき「車いす用リフト新設補助制度」を新設し、設置に当たり補助を行うことになったが、座席数が減少することや、リフト使用時の乗降に時間を要するなど一般利用者へのサービス水準が低下することや、導入コストが高額となる点が大きな課題となっているものの、2010年代後半からはリムジンバスのバリアフリー化の動きが一部事業者で見られるようになった。車椅子利用時の乗降時間短縮を図るため、京成バスのようにダブルデッカー車を導入し、一般路線のノンステップバス同様にスロープを用いて車椅子の乗降が可能になっている例や、東京空港交通のようにリフトに替えてエレベーターを設置した車両を導入している例もある。ダブルデッカー車の場合は乗降時間がリフトを使用する場合と比較して短くなり、一般利用者への影響を最小限にできる利点があるが、車高が高くなるためホテルなどへの乗り入れができなくなる制約がある。エレベーター付きの場合も乗降時間がリフトを使用する場合と比較して短くなるが、縁石上ではない低い乗降場ではスロープ板の傾斜が急になる短所がある   。

### タクシー
基本的に個別輸送なので事前予約対応が多く、リフト付き車両も限られる為、特に介護タクシーは通常のタクシーよりも割高なケースが多い。

### 駅
1日の乗降客数が5,000人を超える駅では、2010年度までにエスカレータ、エレベータの設置が義務付けられている。ただし、罰則規定はないため、実際には、駅の構造とコストの問題から、設置が見送られている駅が多い。都市部の駅で立地や構造からエスカレータ、エレベータの設置が困難な場合は、階段に取り付けたレールを使った車椅子運搬リフト（車椅子の利用客があった際に駅員が操作する）や、荷物運搬用の運搬機に載せるなどで代替させているケースが多い。
エスカレータ、エレベータの設置は進んできている。しかし、ホームが狭い駅などでは、エレベータの設置ができない所もある。そのような駅では専用の通路を使って車椅子を路面から直接ホームに乗り入れさせる所もある。
また、駅舎部分のバリアフリー化が行なわれたとしても、駅舎が高架のような場合、地面（地上）から高架上の駅舎部にたどり着く所がバリアフリーになっていない所もある。

### 航空
空港や日本の航空会社の国内線や国際線用の機材におけるバリアフリー対応は進められてはいるが、海外の航空会社を利用しての国外出国時に「対応できない」との理由で搭乗を断られたケースがある。
そのほか、日本国内では事例は少ないが、外資系の格安航空会社では障害者割引を設定していない事もあり、ジェットスター・アジアの様に、規格外や電動車椅子の持ち込みや乗務員による介助手伝いが必要な場合は追加料金を徴収している所もある